# Winnica (Tyniec)
Winnica (ok. 250 m) – wzgórze w Tyńcu w Krakowie. Pod względem administracyjnym należy do Dzielnicy VIII Dębniki. Pod względem geograficznym  należy do Wzgórz Tynieckich na Pomoście Krakowskim w obrębie makroregionu Bramy Krakowskiej. Wzgórza te włączone zostały w obszar Bielańsko-Tynieckiego Parku Krajobrazowego.
W Krakowie jest jeszcze drugie wzgórze o nazwie Winnica. Nazwa obydwu wzgórz pochodzi od tego, że kilkaset lat temu znajdowały się na nich winnice. Klimat w Polsce wówczas był cieplejszy i sprzyjał uprawom winogron. Później klimat stał się surowszy i uprawy winogron zaniechano.
Winnica jak wszystkie skały Wzgórz Tynieckich zbudowana jest ze skał wapiennych z okresu górnej jury. Jest najbardziej na północny wschód wysuniętym wzgórzem w grupie Wzgórz Tynieckich. Sąsiaduje ze Wzgórzem Klasztornym, na którym wznosi się Opactwo Benedyktynów w Tyńcu – znajduje się tuż po jego północno-wschodniej stronie, nad drogą dojazdową do opactwa. U południowych podnóży Winnicy znajduje się cmentarz i parking. Obrzeża Winnicy porasta las, część wzgórza pokrywają łąki i zabudowania Tyńca.
Północno-zachodnie zbocza Winnicy obrywają się do terasy Wisły pionowym murem skalnym o długości około 180 m. Biegnie wzdłuż niego ulica Promowa. W murze tym są  dwie skały: Skurwysyn i Winnica. W wapiennych skałach Winnicy znajduje się także kilka jaskiń i schronisk: Jaskinia w Górze Winnicy w Tyńcu, Schronisko w Winnicy Pierwsze, Schronisko w Winnicy Drugie, Tunel nad Okapem Pierwszy, Tunel nad Okapem Drugi, Tunel nad Okapem Trzeci. U podnóży muru skalnego jest restauracja Tarasy Tynieckie, parking i przystań promowa.

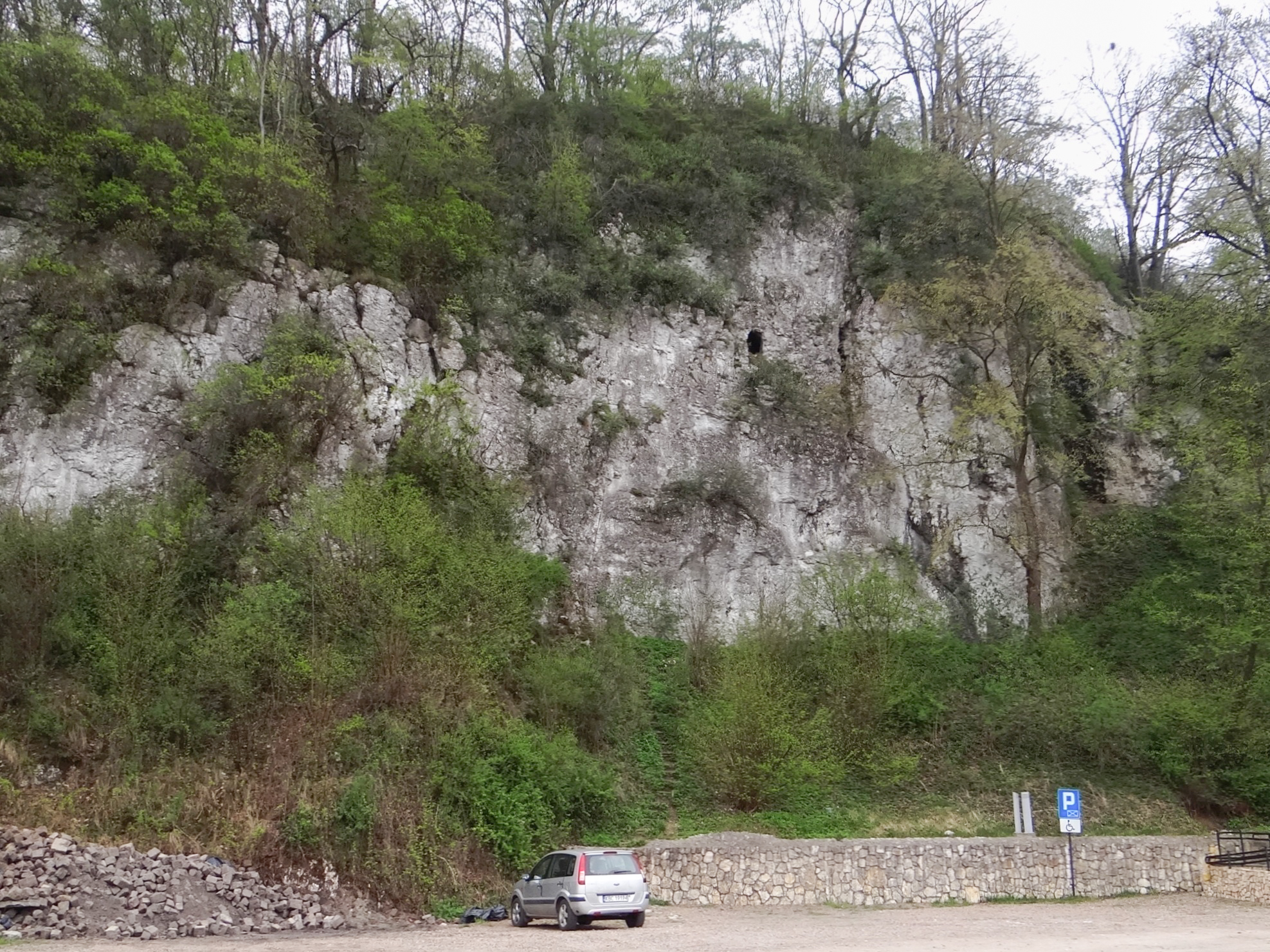
Skała Skurwysyn
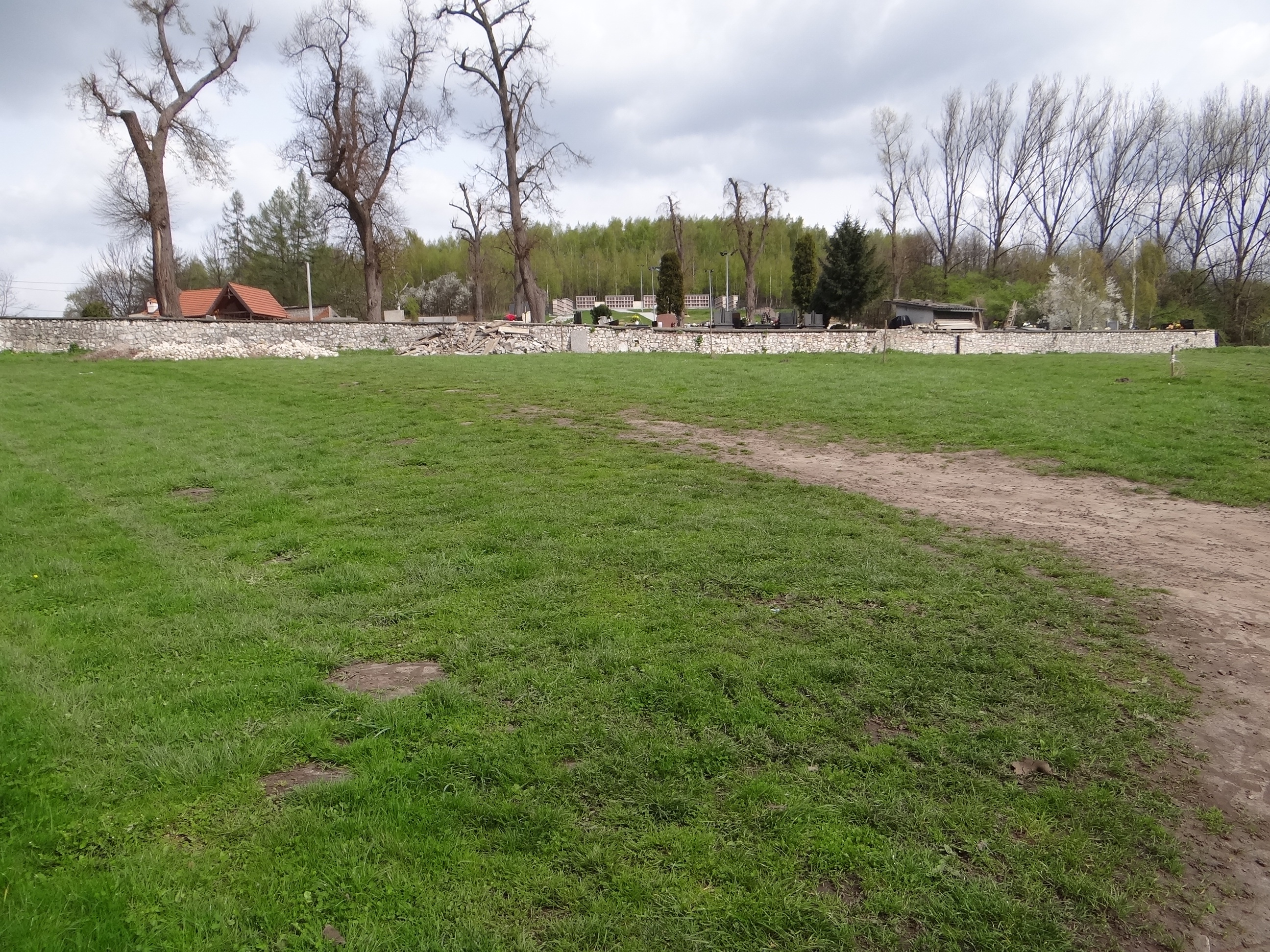
Winnica od południowej strony
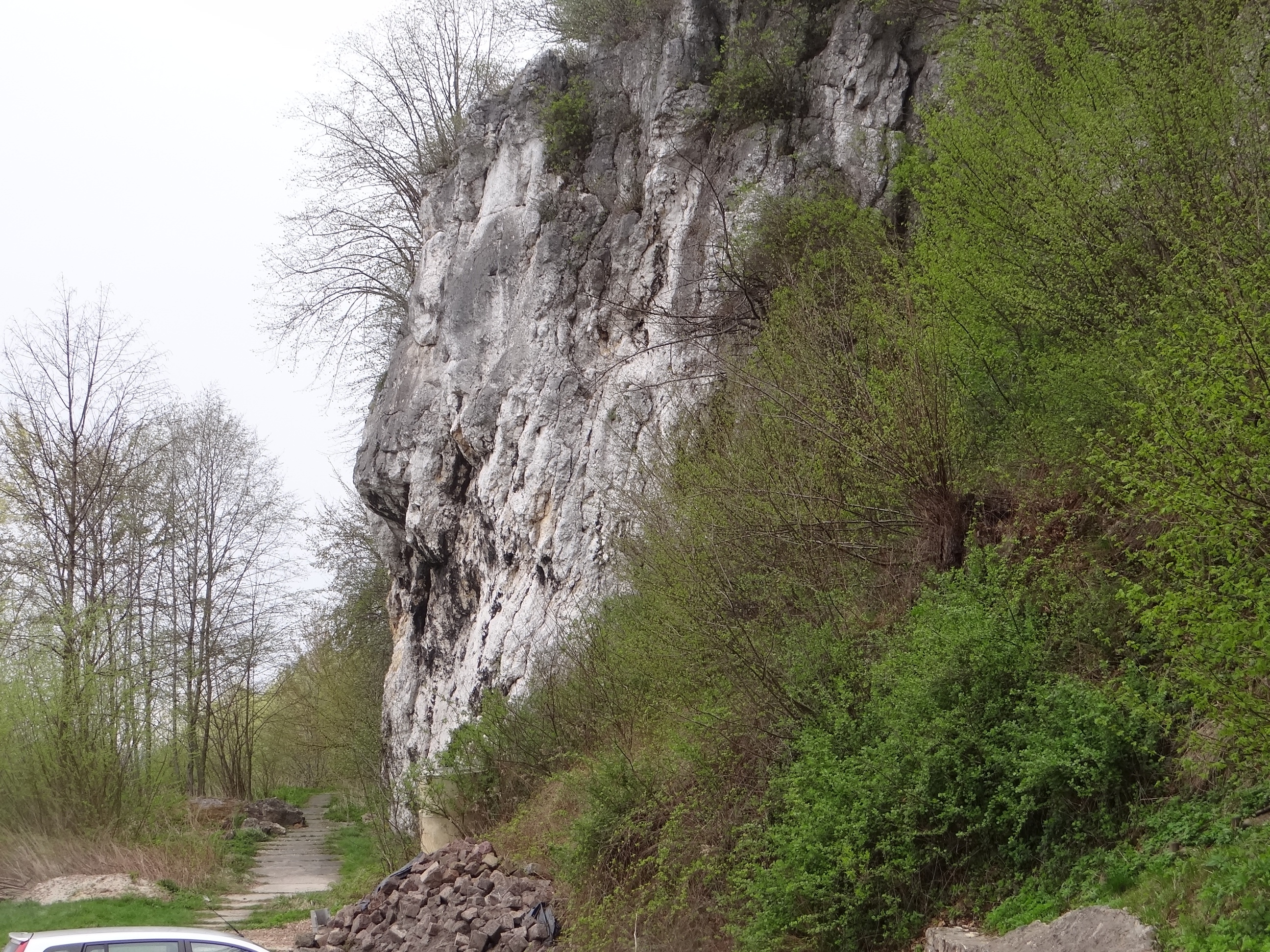
Skała Winnica